# Ivar Giaever
Ivar Giaever (Bergen, 5. travnja 1929. – Schenectady, 20. lipnja 2025.) bio je američki fizičar norveškoga podrijetla. Diplomirao (1952.) na Norveškom tehnološkom institutu (eng. Norwegian Institute of Technology) u Trondheimu, doktorirao (1964.) na Rensselaer politehničkom institutu (eng. Rensselaer Polytechnic Institute) u Troyu, SAD, gdje je i radio od 1958. do 1969. Poslije se bavio biofizikom. Za istraživanja i otkrića u vezi s takozvanim tunelskim učinkom (tuneliranje) kod poluvodiča i supervodiča dobio s L. Esakijem i B. Josephsonom Nobelovu nagradu za fiziku 1973.

## Tuneliranje
Tuneliranje, tunelski efekt ili tunelski učinak  je kvantnomehanička pojava pri kojoj postoji vjerojatnost da elementarna čestica svlada prepreku (potencijalnu barijeru) kada to zakoni klasične fizike ne dopuštaju. Primjerice, pri naletu čestice na središte odbojne sile kojoj je potencijalna energija veća od kinetičke energije čestice, klasično je moguće samo odbijanje čestice. Ipak, zahvaljujući valnim svojstvima koja kvantna mehanika pridjeljuje elementarnim česticama, valna funkcija čestice ne iščezava ni u samoj barijeri, ni iza nje. Stoga postoji određena vjerojatnost (dana kvadratom modula valne funkcije) da se čestica nađe i u klasično zabranjenim područjima prostora. Ta vjerojatnost ovisi o visini i širini barijere, a pokusi potvrđuju da je, pri naletu mnoštva čestica, broj onih koje prođu barijeru proporcionalan kvantno-mehanički izračunanoj vjerojatnosti. 
Tuneliranjem su protumačene mnogobrojne pojave u nuklearnoj i atomskoj fizici, poput alfa raspada atomskih jezgri (George Gamow, 1928.), spontane nuklearne fisije, emisije elektrona iz metalnih površina u supravodičima. U posljednjem slučaju riječ je o posebnom tipu tuneliranja vezanom uz energijski procijep i promijenjenu gustoću stanja za normalno vodljive kvazičestice u supravodiču. Struja elektrona koji prolaze tuneliranjem kroz potencijalnu barijeru našla je primjenu u pretražnom mikroskopu s tuneliranjem, kojom se ispituje elektronska struktura površina vodljivih uzoraka.